# Le Chant des forêts

Le Chant des forêts (en russe : Песнь о лесах) opus 81 est un oratorio dont la musique a été composée par Dmitri Chostakovitch sur des poèmes d'Eugène Dolmatovski. Composé à l'été 1949, il est créé le 15 décembre 1949 par l'Orchestre philharmonique de Leningrad sous la direction de Ievgueni Mravinski. Bien accueilli par les autorités soviétiques, il valut à son auteur le Prix Staline l'année suivante.
Cette œuvre concrétise les discussions qui venaient d'avoir lieu en URSS sur le réalisme dans la musique. Elle est un bel exemple des tendances de la musique de ce pays à cette époque particulière de son histoire.
L'œuvre a été connue dans les milieux communistes français d'après guerre, à travers un disque 78 tours reprenant les 4e et 5e mouvements.
Le disque 33 tours 1/3 Le Chant du Monde LD-A 8000 (avec le même chef Mravinski mais avec les Chœurs et Orchestre d'État de l'URSS) reprend l'oratorio presque complet (34 minutes).

Couverture du disque Le Chant des Forêts - Le Chant du Monde

## Structure
1. Quand la guerre prit fin (andante, solo de basse, chœur d'hommes et orchestre). C'est le chant du peuple victorieux qui se tourne, après la guerre, vers la reconstruction du pays. La noblesse et la grandeur de la mélodie expriment le bonheur de la paix retrouvée.
2. Couvrons la patrie de forêts (allegro, chœur et orchestre). Enthousiasme : "Revêtons la patrie de forêts" est le refrain lancé par le chœur qui revient comme un appel lancinant.
3. Souvenirs du passé (adagio, solo de basse, chœur mixte et orchestre). C'est une peinture nostalgique de la vieille Russie. Ce mouvement s'enchaine sans transition sur le suivant :
4. Les pionniers plantent les arbres (allegro, chœurs d'enfants et orchestre). Ce mouvement commence par une méditation lente et grave. Après des appels par la trompette, le chœur d'enfant enchaine brutalement sur un chant très entrainant par son rythme enthousiaste, en dialogue avec une fanfare.
5. Ceux de Stalingrad... (allegro). Le point culminant de l'œuvre par la maitrise des chœurs.
6. Promenade dans les forêts de l'avenir (adagio). Maîtrise incomparable d'une masse chorale et orchestrale complexe.
7. Gloire (allegretto, solistes, chœur mixte, chœur d'enfants et orchestre). La partie la plus monumentale de l'œuvre.

- Durée d'exécution : quarante minutes.

## Instrumentation
- deux flûtes, un piccolo, deux hautbois, un cor anglais, trois clarinettes, deux bassons, quatre cors, trois trompettes, un tuba, timbales, triangle, caisse claire, cymbales, glockenspiel, deux harpes, célesta, brass band (six trompettes, six trombones), cordes.
- Dans le disque Le Chant du Monde LD-A 8000 (voir ci-dessus) il y a aussi une contrebasse pour accentuer les nombreux passages graves.

## Chœurs
- Ténor, basse, chœur d'enfants, chœur mixte.
- Les instruments graves et la voix de basse sont mis en avant dans plusieurs mouvements.